# Física computacional

Gráfico do espaço de fase de um pêndulo caótico, gerado utilizando métodos de integração numérica.

A Física computacional é uma área de pesquisa interdisciplinar que envolve o uso de conceitos e técnicas da física e da ciência da computação.

## Abordagem tradicional
Um assunto tradicional da física computacional é o uso de métodos computacionais para a solução de problemas para os quais já existe uma teoria quantitativa. Esse estudo é importante pois muitos sistemas físicos são descritos por equações que não podem ser resolvidas por meio da álgebra.
As técnicas desenvolvidas permitem a solução de várias classes de problemas em diversas áreas da física. São utilizados métodos de integração numérica para a solução de equações diferenciais ordinárias, métodos estatísticos como o método de Monte Carlo, métodos matriciais para a solução de problemas de autovalores e autovetores, entre outros.

## Abordagem moderna
Atualmente, a física computacional possui atuação muito mais abrangente que a tradicional. O conhecimento em Ciência e Engenharia da Computação é utilizado como ferramenta para os avanços tanto em física teórica como experimental, ao mesmo tempo em que conceitos da Física são aplicados à Teoria da computação.
São desenvolvidos métodos para a mineração de dados, conhecida também pelo termo inglês data mining, com o objetivo de reconhecer padrões e auxiliar a formulação de hipóteses a respeito de dados obtidos por meio da Física experimental. Para essa tarefa, são muito utilizadas técnicas de Estatística, Inteligência artificial e Processamento de sinais.
É estudada também a visualização computacional, com o objetivo de facilitar a interpretação dos dados, cada vez mais complexos, por parte do físico. Ela é utilizada tanto durante o processo de simulação, no trabalho de Física teórica, como no processo de Mineração de dados.

## Integração com outras Ciências
Os profissionais da física computacional, por possuírem uma formação de natureza interdisciplinar, muitas vezes participam de pesquisas envolvendo outras áreas do conhecimento além da Física e da Ciência da computação.

### Neurociência

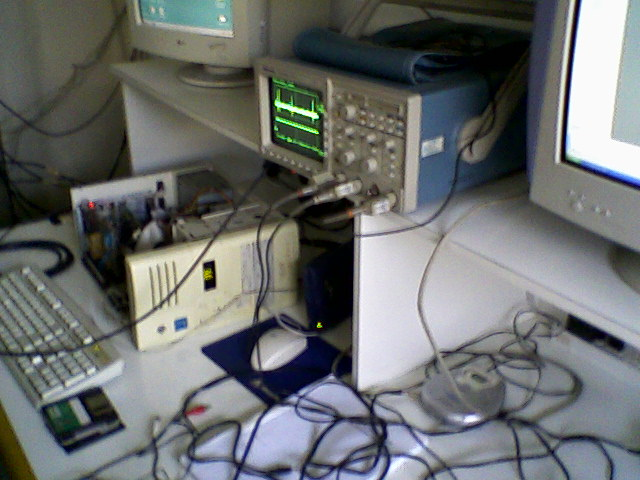
Aquisição de dados e processamento de sinais do neurônio H1 da mosca no DipteraLab.

A neurociência é uma área de pesquisa que conta com o auxílio de físicos computacionais, que contribuem com seus conhecimentos nas áreas de Física teórica, utilizando conceitos da física e técnicas computacionais para modelar o cérebro, e de física experimental e construção de hardware e software para laboratório, com o objetivo de coletar os dados experimentais necessários.

### Linguística
Alguns físicos computacionais, interessados na linguística computacional, trabalham em áreas de pesquisa relacionadas à interação humano-computador por meio de linguagem natural. Um dos objetivos é beneficiar a pesquisa em física e outras ciências, fornecendo maior integração entre linguagem matemática e linguagem natural.